# Монсальви
Монсальви́ (фр. Montsalvy, окс. Montsauvi) — коммуна во Франции, находится в регионе Овернь. Департамент — Канталь. Административный центр кантона Монсальви. Округ коммуны — Орийак.
Код INSEE коммуны — 15134.
Коммуна расположена приблизительно в 470 км к югу от Парижа, в 130 км южнее Клермон-Феррана, в 25 км к югу от Орийака.

## Население
Население коммуны на 2008 год составляло 882 человека.
| 1962 | 1968 | 1975 | 1982 | 1990 | 1999 | 2008 |
| ---- | ---- | ---- | ---- | ---- | ---- | ---- |
| 821  | 947  | 1100 | 927  | 970  | 896  | 882  |

## Администрация
| Период | Период | Фамилия           | Партия                    | Примечания |
| ------ | ------ | ----------------- | ------------------------- | ---------- |
| 2001   | 2008   | Шанталь Мальвезен |                           |            |
| 2008   |        | Мишель Пюш        | Союз за народное движение |            |

## Экономика
В 2007 году среди 461 человека в трудоспособном возрасте (15—64 лет) 349 были экономически активными, 112 — неактивными (показатель активности — 75,7 %, в 1999 году было 65,1 %). Из 349 активных работали 333 человека (185 мужчин и 148 женщин), безработных было 16 (6 мужчин и 10 женщин). Среди 112 неактивных 22 человека были учениками или студентами, 49 — пенсионерами, 41 были неактивными по другим причинам.

## Достопримечательности
- Старые городские ворота (XV век). Памятник истории с 1973 года[3]
- Аббатство Успения Божьей Матери (фр.), XI век. Памятник истории с 1942 года[4]
- Замок Мандюльп[фр.]
- Замок Монсальви
- Часовня Реклю
- Крест Св. Анны
- Крест Камбон